# Sign Post Forest

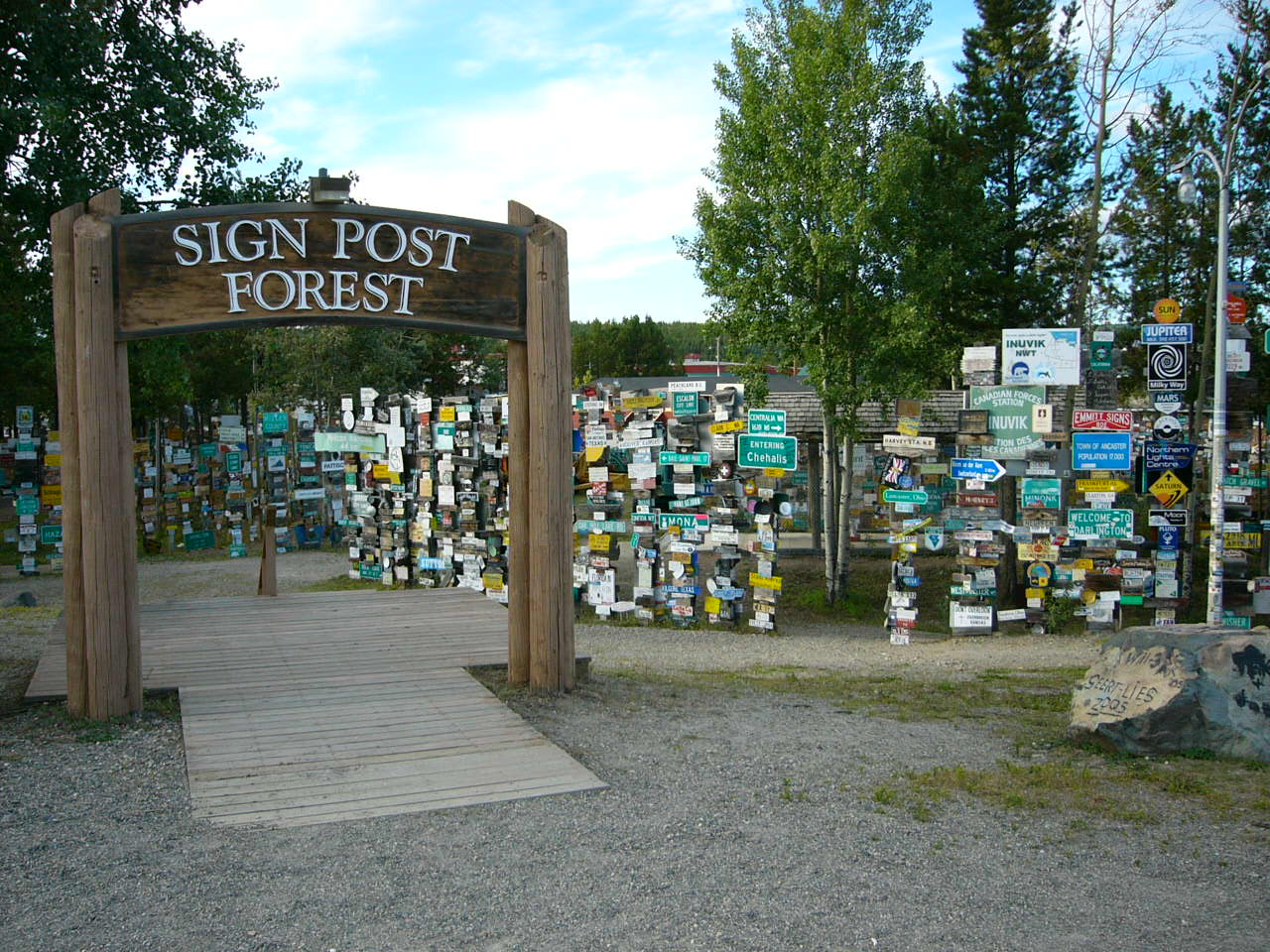
Sign Post Forest in Watson Lake, Yukon

Der Sign Post Forest (wörtlich: Wegweiserwald oder Schilderwald) ist eine Schildersammlung in Watson Lake, Yukon, Kanada. Er liegt zentral an der Kreuzung des Alaska Highway Nr. 1 mit dem Robert Campbell Highway Nr. 4 und ist eine der berühmtesten Attraktionen entlang des Alaska Highway. Er geht auf einen Soldaten der US-amerikanischen Streitkräfte zurück, der aus Heimweh einen Wegweiser zu seinem Heimatort an der zentralen Kreuzung hinzufügte. Heute zählt die Sammlung mehr als 80.000 Schilder, welche von Besuchern aus aller Welt ergänzt wurden.

## Geschichte
1942 wurde ein einfacher Pfahl mit Distanzangaben zu verschiedenen Orten während Bauarbeiten beschädigt. Der US-amerikanische Soldat Carl K. Lindley wurde beauftragt, den Wegweiser zu reparieren. Er entschied sich, die Arbeit etwas persönlicher zu gestalten, indem er ein Schild „Danville, Illinois, 2835 miles“ hinzufügte, welches in die Richtung seines Heimatortes Danville in den Vereinigten Staaten zeigt und die Entfernung zu diesem angibt. Andere Menschen taten es ihm gleich.
Heute nimmt der Sign Post Forest die Fläche von mehreren Acre ein, und es werden durch die Gemeinde immer wieder neue Pfähle aufgestellt. Es sind dort zahlreiche Straßenschilder, Nummernschilder und viele weitere Schilder aus aller Welt angebracht.